# Ancien cimetière Saint-Jean

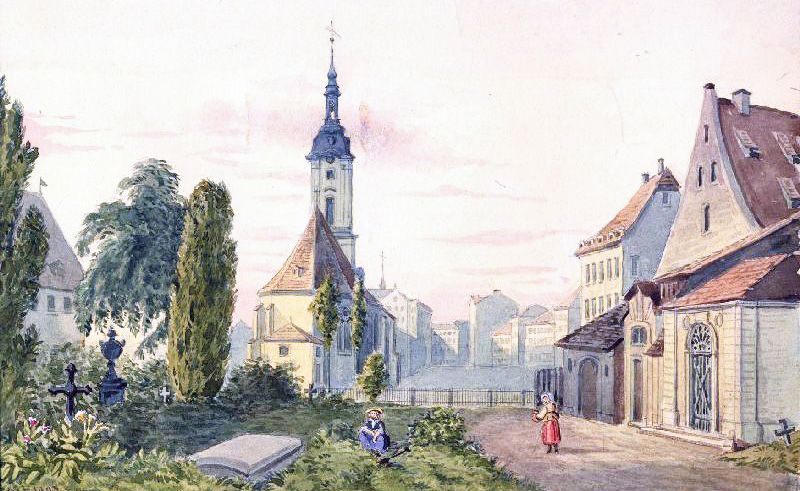
Ancien cimetière Saint-Jean 1903

L'Ancien cimetière Saint-Jean est le cimetière le plus ancien de la ville de Leipzig en Allemagne.

## Histoire

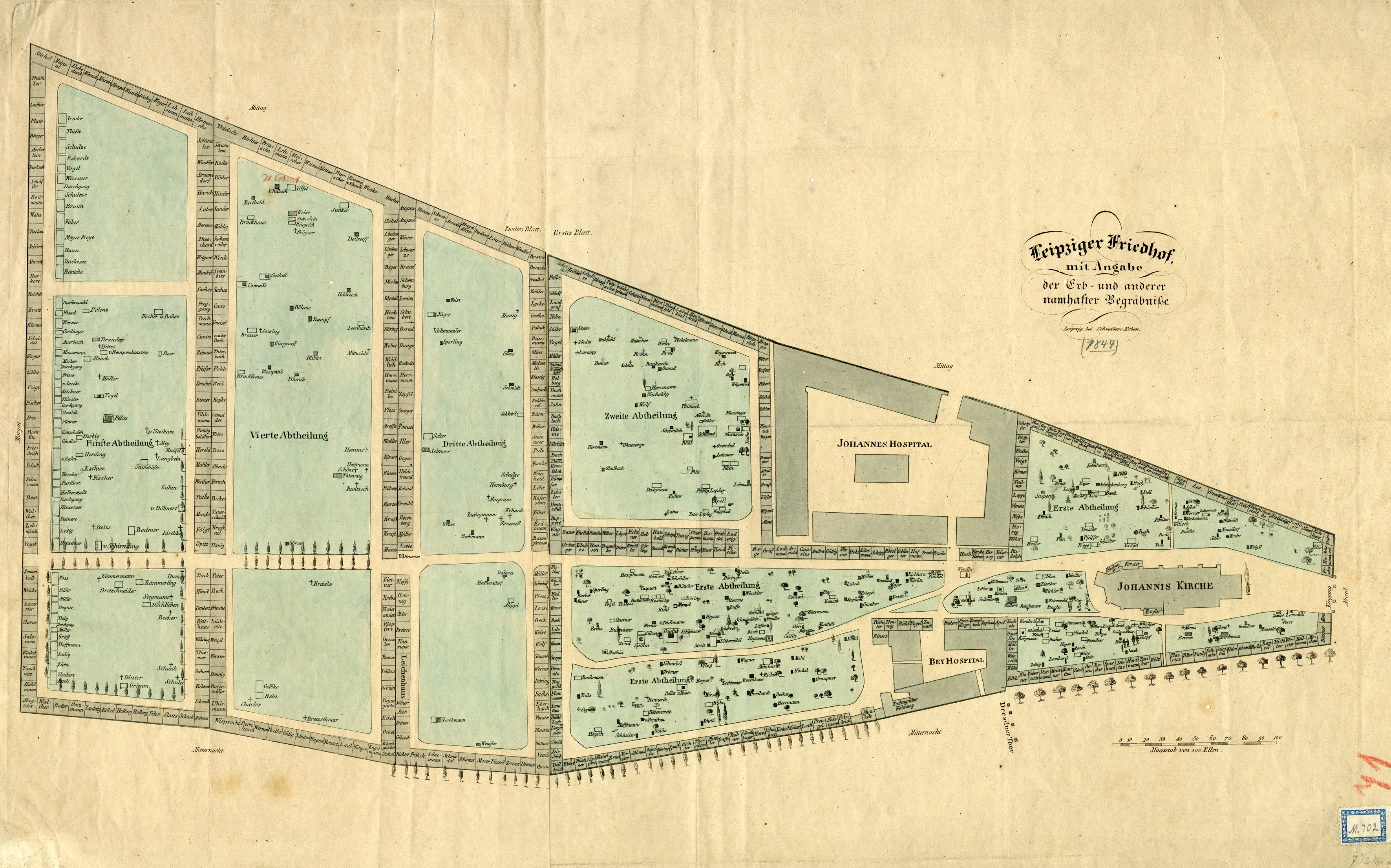
Plan de l'ancien cimetière Saint-Jean, Leipzig, 1844.

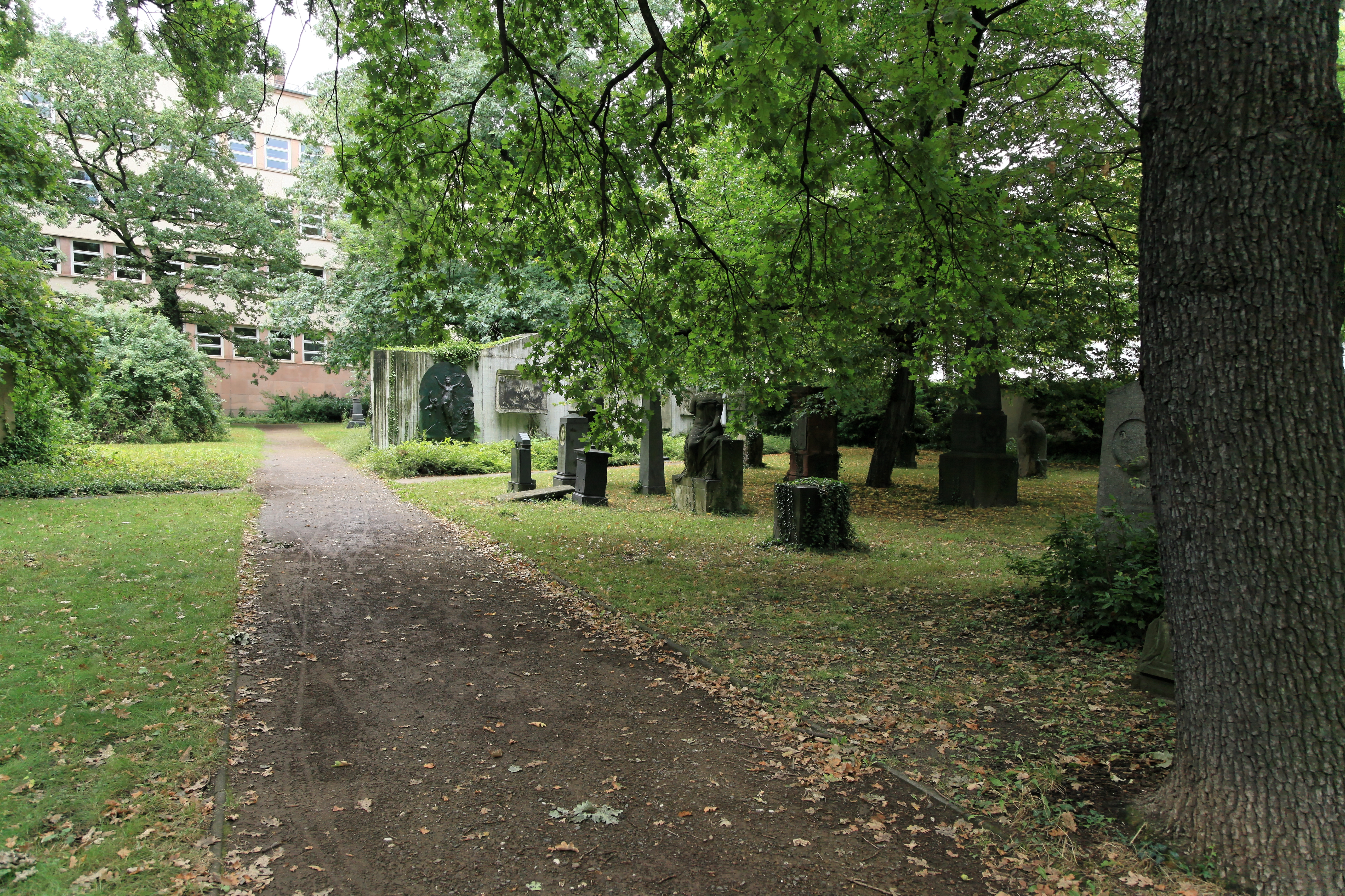
Vue d'une allée.

Le cimetière est fondé en 1278 comme cimetière de l'hôpital Saint-Jean (Johannishospital) pour lépreux. Il a ensuite été rattaché à l'Église Saint-Jean (de) qui a été construite au XIVe siècle et détruite pendant la Seconde Guerre mondiale. En 1476, le cimetière est agrandi, car désormais, sur les instructions de l'électeur, les défunts de Leipzig sans citoyenneté doivent y être enterrées. En 1536, le duc Georges de Saxe ordonne que ce cimetière devienne le lieu de sépulture principal de la ville. Il est agrandi au cours du XVIe siècle et du XVIIe siècle et un camposanto est aménagé.
Les sections III et IV sont aménagées en 1680 et en 1805, puis la section V de 1827 à 1863.
Dans son histoire, le cimetière a été à plusieurs reprises le théâtre d'événements de guerre. Pendant la Guerre de Trente Ans, les troupes suédoises s'y sont retranchées et l'ont partiellement détruit. En septembre 1813, l'endroit devient un lieu de cantonnement pour les prisonniers et les blessés, les hôpitaux militaires de la ville n'étant plus suffisants. Les soldats vivaient dans les tombes et utilisaient le bois des cercueils comme bois de chauffage. Cela a été témoigné par le fossoyeur Johann Daniel Ahlemann. Dans la section IV, il y a des fosses communes (non marquées) avec des victimes de la Guerre de Sept Ans et de la Bataille des Nations.
En 1883, la section I et la section II ont été nivelées et réaménagées en espace vert; seule la tombe de Christian Fürchtegott Gellert est restée intacte. La veille de Noël de la même année eurent lieu les funérailles du Dr. Emil Breiter. On compte entre 1484 et 1834 un nombre de 257.275 inhumations. Quelques Suisses, Français, Russes, Italiens, Anglais et Écossais y ont également trouvé leur dernière demeure.
Lorsqu'il a été décidé de remplacer la nef de la Johanniskirche à partir de 1585 par un nouveau bâtiment plus grand, les ossements de Jean-Sébastien Bach ont été retrouvés en octobre 1894, qui avaient été enterrés le 31 juillet 1750 dans le Johannisfriedhof. En 1900, les ossements de Bach et ceux de Gellert reposent temporairement dans une crypte sous le chœur de l'église.

### XXe siècle

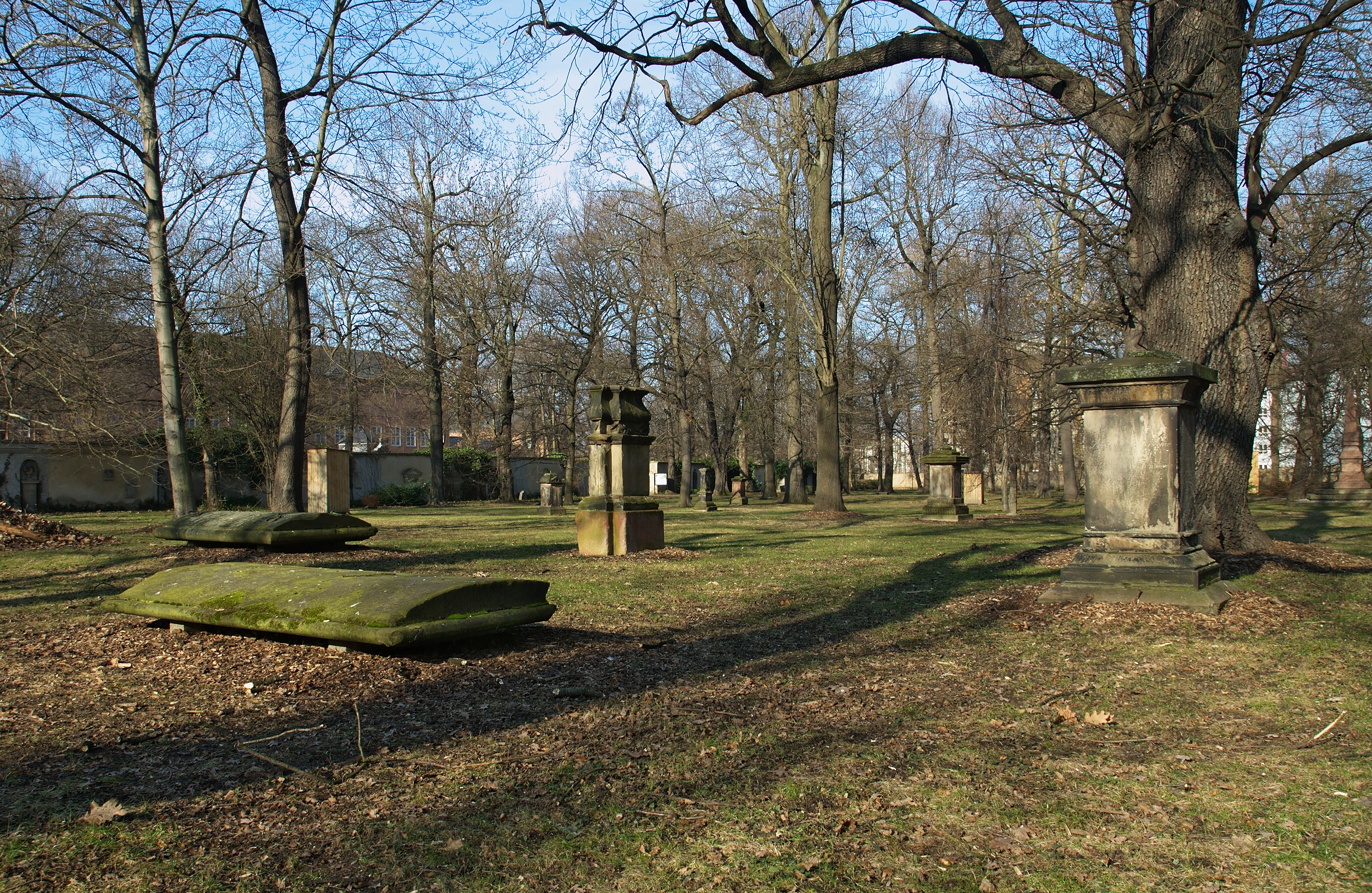
Vue en 2011.

Dans les années 1925 à 1929, le nouveau musée Grassi (de) a été construit sur une zone qui comprenait la majeure partie de l'ancienne section I et toute la section II, ainsi que les terrains de l'hôpital Saint-Jean.
Dans la suite du XXe siècle, le cimetière a continué à diminuer en taille en raison de l'élargissement des rues adjacentes et de la construction de l'école Gutenberg sur la zone de la section V. À la suite de ces travaux de construction, de nombreuses tombes ont perdu leur emplacement d'origine. Des chapelles funéraires encore abondantes dans les années 1920, seule celle de la famille Baumgärtner subsiste aujourd'hui. Le 4 décembre 1943, l'église Saint-Jean (Johanniskirche) est détruite par un bombardement allié. Le clocher qui subsistait a été démoli en 1963.
En 1981, le cimetière a été fermé et entièrement rénové au cours des quatorze années suivantes. En 1991, 58 tombes du Nouveau cimetière Saint-Jean (de) ont été érigées dans la partie sud-est de l'Ancien cimetière Saint-Jean. Le cimetière est à nouveau ouvert au public depuis 1995 et est devenu un parc-musée inscrit au patrimoine historique.

## Personnalités inhumées
- Eduard Friedrich Ferdinand Beer (de) (1805-1841), orientaliste
- Friedrich Arnold Brockhaus (1772-1823), éditeur
- Georg Curtius (1820-1885), philologue
- Heinrich Leberecht Fleischer (1801-1888), orientaliste
- Franz Dominic Grassi (de) (1801-1880), négociant et mécène
- Johann Adam Hiller (1728-1804), compositeur (NE)
- Franz von Holstein (1826-1878), compositeur (V). Enterré au Neuer Johannisfriedhof, sa stèle funéraire a été transférée ici
- Wilhelm Traugott Krug (1770-1842), philosophe (V)
- Samuel Friedrich Nathanael Morus (de) (1736-1792), philologue et théologien luthérien (NE)
- Adam Friedrich Oeser (1717-1799), peintre (NE)
- Johann Friedrich Rochlitz (1769-1842), dramaturge
- Johann Georg Rosenmüller (1736-1815), surintendant de l'église Saint-Thomas de Leipzig (V)
- Johann Schelle (1648-1701), maître de chapelle (NE)
- Veit Hans Schnorr von Carolsfeld (1764-1841), peintre (NE)
- Ludwig Schuncke (1810-1834), compositeur
- Christian Theodor Weinlig (1780-1842), compositeur
- Christian Felix Weiße (1726-1804), poète
- Johann Heinrich Zedler (1706-1751), (NE)
- Wilhelmine von Zenge (de) (1780-1852), épouse de Wilhelm Traugott Krug, fiancée de Heinrich von Kleist (V)
- Georg Joachim Zollikofer (1730-1788), pasteur (NE)

NE = Sépulture disparue, V = Sépulture disparue, mais pierre tombale préservée au lapidarium

## Galerie

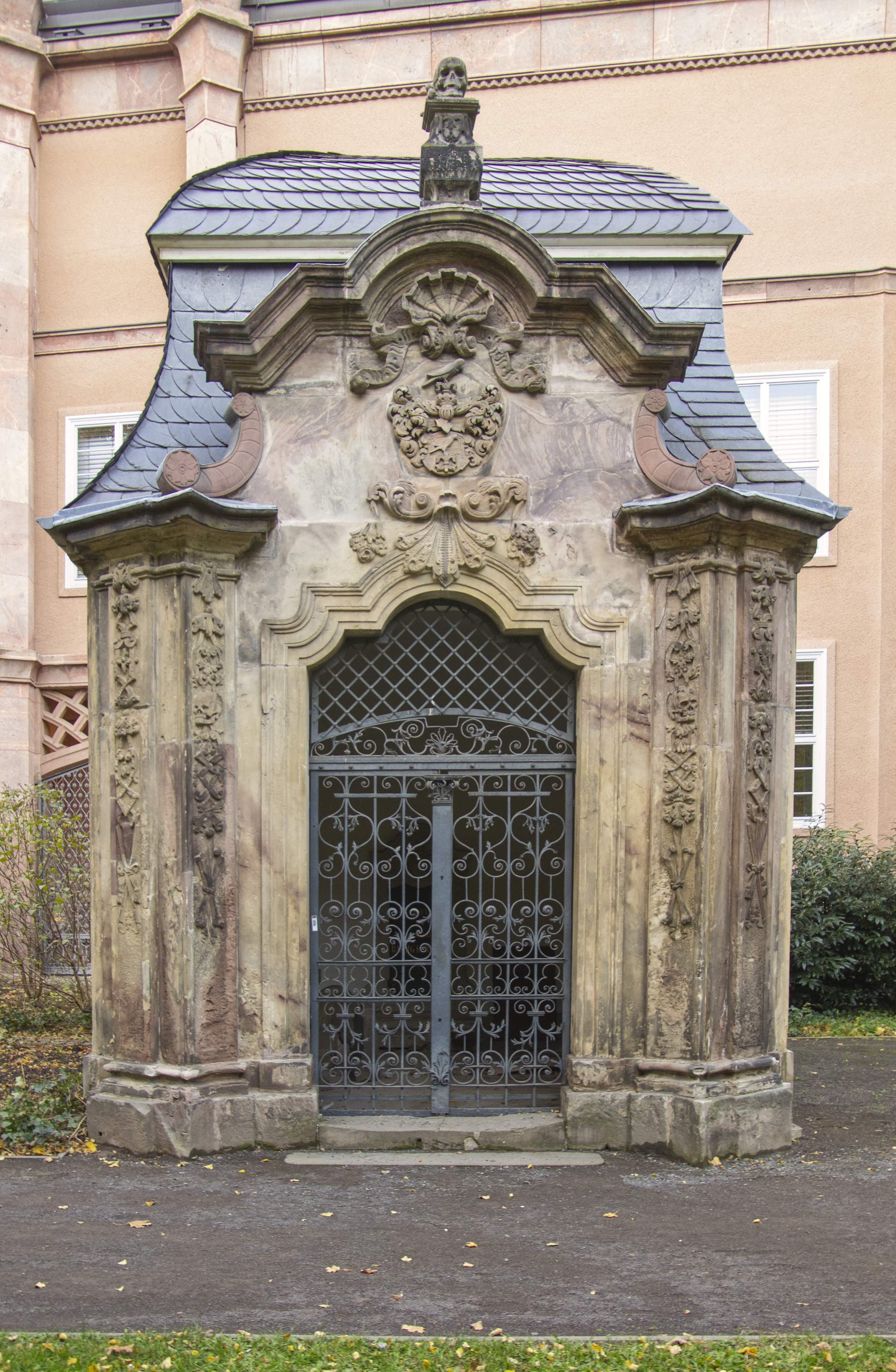
Chapelle de la famille Baumgärtner
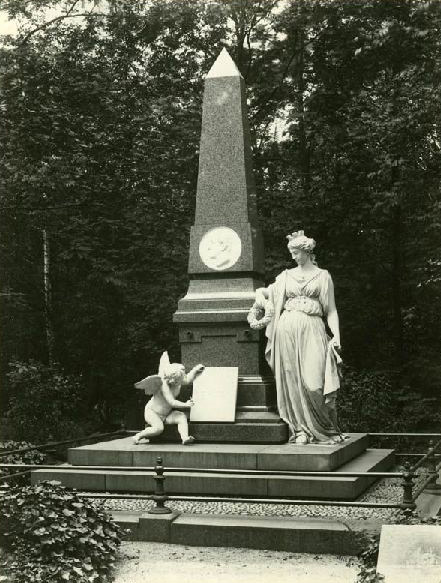
Monument Grassi
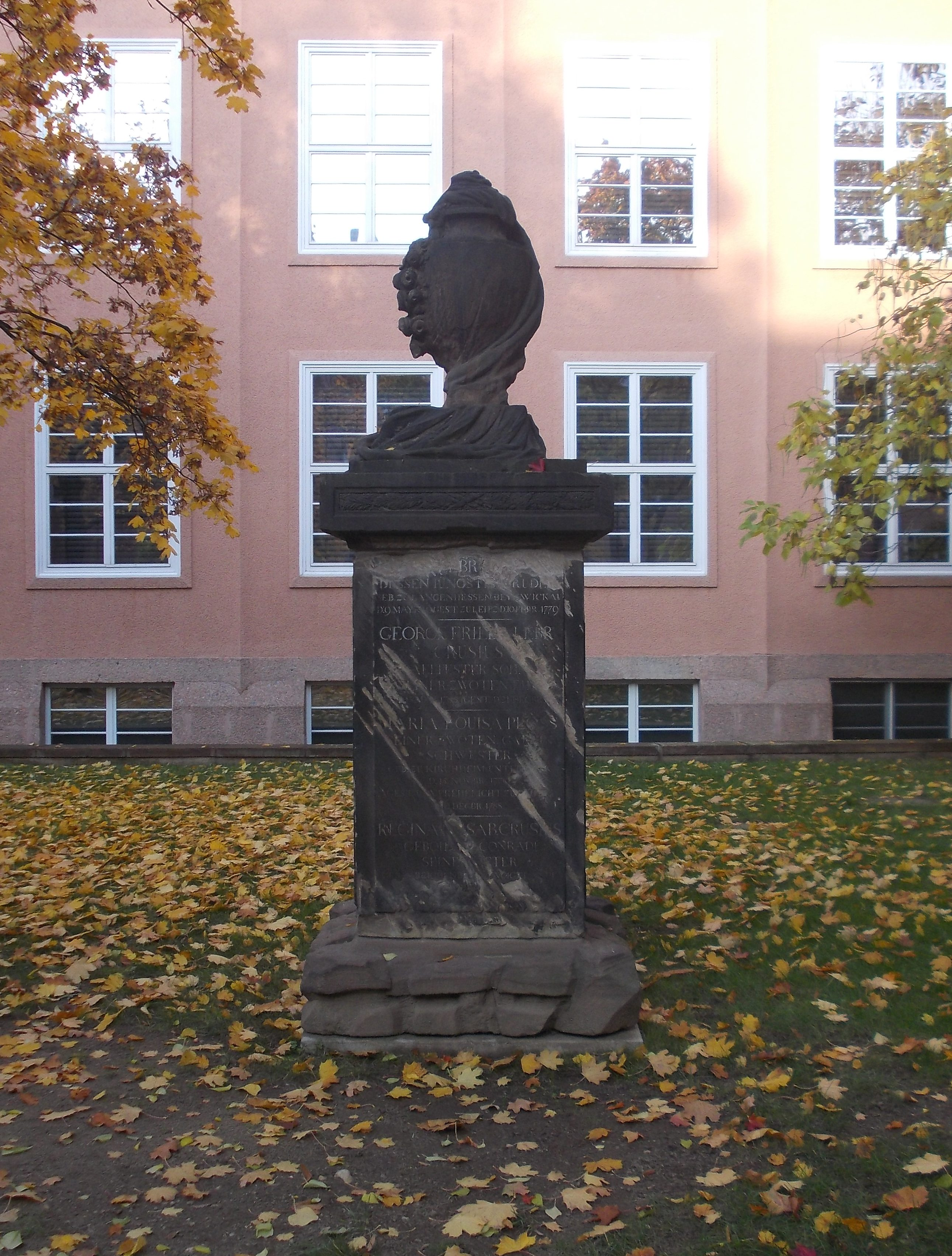
Sépulture de Crusius (de) (côté droit)
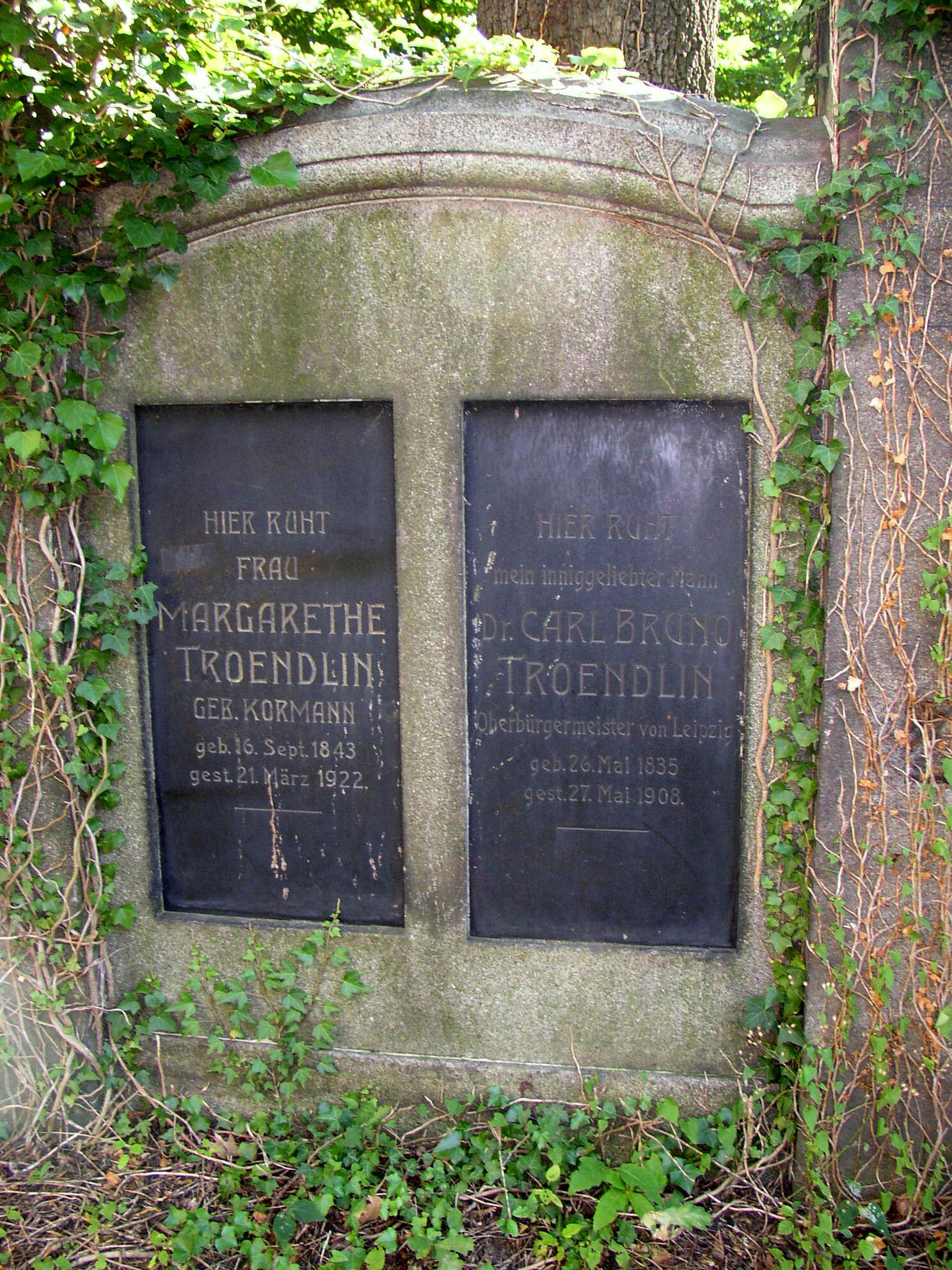
Sépulture de Carl Bruno Tröndlin (de)
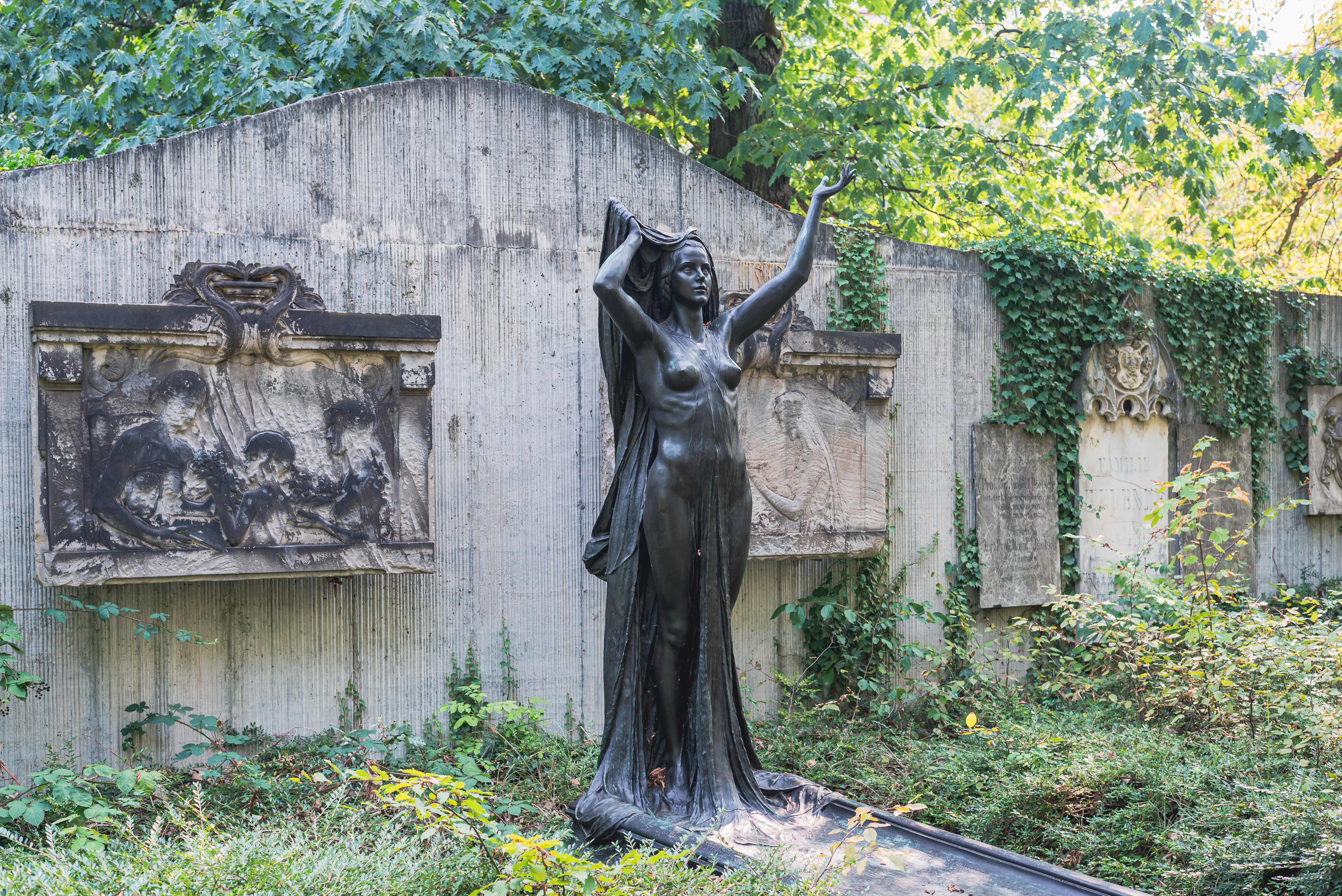
Sépultures avec sculpture sur la tombe de Willmar Schwabe

## Bibliographie

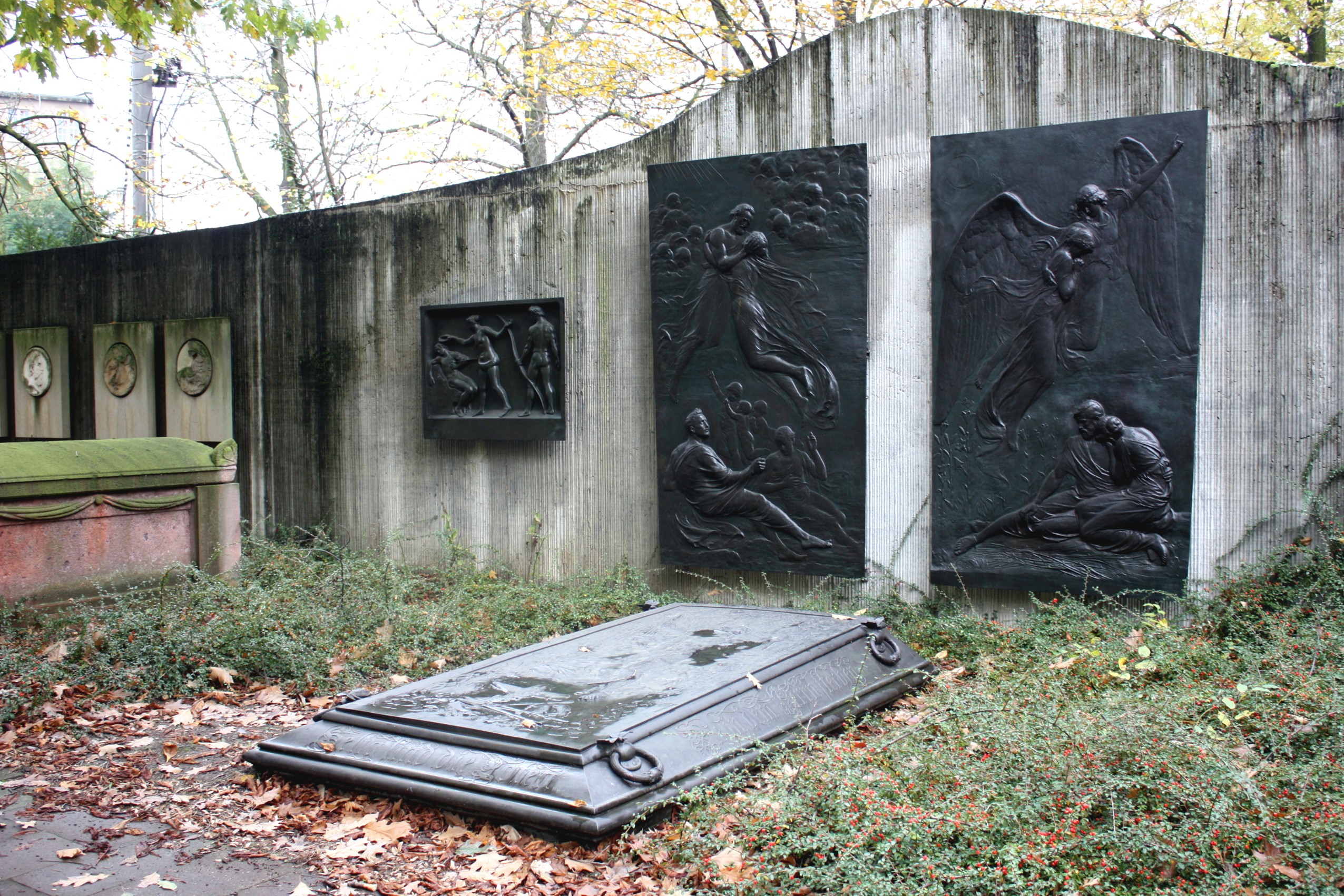
Plaques funéraires.